# Robert Adam
Robert Adam (Kirkaldi, 3. jul 1728. — London, 3. mart 1792) bio je škotski arhitekta i dekorater.

## Biografija
Sin je arhitekte Vilijama Adama, učio zanat u očevim biroima.
Putovao je po Evropi 1754-58, proučavajući arhitektonske teorije i rimske ruševine. Po povratku u London, on i nјegov brat Džejms razvili su dekorativni stil, poznat kao Adamov stil, koji je predstavljao sintezu elemenata iz različitih izvora i promenu klasičnih formi s novom lakoćom i slobodom.
Nakon studija antičkih spomenika u Italiji postaje začetnik neoklasicizma u engleskoj arhitekturi. Projektovao je uz pomoć svog brata Džemsa (1730-1794) najpre u engleskom selu, u Londonu, a posle 1770. godine, u Škotskoj. Ističe se niz zgrada uz Temzu u Londonu (Adelphi Terrace). Obnovitelj je dekoracije enterijera i začetnik novog stila nameštaja poznatog kao Adamov stil. Bio je zaljubljenik u eleganciju, u sjaj i pokret.
Naslikao je 1757. godine Dioklecijanovu palatu u Splitu i izdao ilustrovano delo "Ruševine palate cara Dioklecijana u Splitu". Njegova zbirka radova, Radovi u arhitekturi imala je veliki uticaj.
Bio je i vodeći dizajner nameštaja, njegov stil, koji je popularisao Džordž Heplvajt, morao je da se do najsitnijih detalja slaže s njegovom arhitekturom enterijera.

## Lista arhitektonskih radova

### Javne zgrade
- Grad Čembers, Edinburg
- Kuća registra, Edinburg
- Kuća registra, profil, Edinburg
- Stari koledž Edinburga, kupola dodata kasnije
- Buri sveti Edmunds
- kraljevsko pozorište Druri Lejn, London, obnovljena
- Edinburg Brajdvel u prvom planu, demolirana
- most Pulteni, kupatilo
- mala market sala, Haj Vikomb
- Meklenan Arč, Glasgov, izgrađen od ostataka soba Glasgov Asembli
- Kedlston Hotel, Kuarndon

### Crkve
- crkva Mistlei, kako je izgrađena
- crkva Mistlei, šta je ostalo od nje
- crkva svetog Andrije, Gunton
- kapela Jester, zapadni front

### Mauzoleji
- Dejvid Hjum mauzolej
- Templtaun mauzolej
- porodica Džonston mauzolej, Bentpat

### Urbani domaći rad
- severna strana, trg Šarlot, Edinburg
- centar severne strane, trg Šarlot, Edinburg
- kuća Čandon London
- muzička soba, početna kuća, London
- soba za crtanje, početna kuća, London
- dizajn za Etruscan sobu, početna kuća, London
- detalji sobe Etruscan , početna kuća, London
- stepenice kupole, početna kuća, London
- stepenice kupole, početna kuća, London
- južna strana, trg Ficroj, London
- istočna strana, trg Ficroj, London
- preživele Adamove kuće, mesto Portland , London
- Adelfi, London, uglavnom demolirano
- Robert Adam plafon iz Adelfija
- model staklene sobe za crtanje, Nortumberlend kuća
- Paneli iz staklene sobe za crtanje,Nortumberlend kuća
- soba za crtanje, derbi kuća
- soba za crtanje, derbu kuća
- Plan, derbi kuća
- plafoni, derbi kuća
- detalji za derbi kuću na trgu Grosvenor
- 20 Trg svetog Dzejmsa, London,prednja fasada
- 20 trg svetog Dzejmsa, London, zadnja fasada
- plafon dnevne sobe, trg svetog Dzejmsa, London
- plafon muzičke sobe, trg svetog Dzejmsa, London
- plafon sobe za crtanje,trg svetog Dzejmsa, London
- Kamin, okrugla soba, kuća Strouberi hil, Midlseks

### Seoske kuće
- Pakston kuća, Bervikšir
- južni front, Kedlston sala
- poprečni presek, Kedlston sala
- južni front, kuća Stouv
- presek, kuća Sion , London
- Plan, kuća Sion, London
- kuća Kenvud , London
- ulaz, kuća Kenvud, London
- presek biblioteke, kuća Kenvud, London
- plafon biblioteke,kuća Kenvud , London
- zamak Kulzen, Ejršir
- zamak Pitfour, Tejsajd
- kuća Buvud, glavni blok srušen 1950
- kuća Buvud, Dioclecijanovo krilo
- zamak Vederburn, Bervikšir
- kuća Harevud, Jorkšir, izmenio Čarls Bari
- kuća Njuliston
- zamak Dalkuran, Ejršir
- kuća Luton Hu, Bedfordšir, izmenio Robert Smirk
- kuća Melerstejn, Bervikšir
- park Osterli, London
- glavne stepenice, park Osterli, London

### Baštenske zgrade
- kuća Sion, London
- Gejthaus, zamak Kimblton
- glavni ulaz, park Krum, Vorstešir
- bašta Alkuv,sud Krum, Vorstešir
- Rotunda, park Krum, Vorstešir
- Dunstal "zamak", sud Krum, Vorstešir
- kula Brizl, Alnvik
- polukružni konzervatorijum, park Osterli
- ulaz Federstoun, priorat Nostel, Jorkšir
- Osvaldov hram, Ejršir
- most Kedlston
- zamak Čulzean
- zamak Lauter seoski model
- most Montagu , palata Dalkejt
- most Lajn, Alnvik
- most Ti Haus, kraj Odli
- kula Klok
- zamak Čulzean, Ejršir

## Spoljašnje veze
Chisholm, Hugh, ур. (1911). „Adam, Robert”.  (на језику: енглески) (11 изд.). Cambridge University Press.